# Rathtoe
Rathtoe är en ort i republiken Irland.   Den ligger i grevskapet County Carlow och provinsen Leinster, i den centrala delen av landet, 70 km sydväst om huvudstaden Dublin. Rathtoe ligger 69 meter över havet och antalet invånare är 303.
Terrängen runt Rathtoe är platt.Runt Rathtoe är det ganska glesbefolkat, med 25 invånare per kvadratkilometer. Närmaste större samhälle är Carlow, 10,8 km nordväst om Rathtoe. Trakten runt Rathtoe består till största delen av jordbruksmark.